# Кедрова, Лиля
Лиля Кедрова (англ. Lila Kedrova, урождённая Елизавета Николаевна Кедрова, 9 октября 1919, Петроград, Российская империя — 16 февраля 2000[…], Су-Сент-Мари, Онтарио, Канада) — французская актриса российского происхождения, лауреат премий «Оскар» и «Тони». Первая в истории актриса российского происхождения, удостоенная награды Академии кинематографических искусств и наук.

## Биография
Елизавета Кедрова родилась в 1909 году в Санкт-Петербурге в семье оперной певицы Софьи Кедровой и профессора Петербургской консерватории, создателя известного музыкального мужского квартета Кедрова Николая Кедрова. В 1922 году вместе с родителями и старшим братом она эмигрировала в Германию, а потом в 1928 году семья переехала во Францию, в Париж.
Театральная карьера Лили началась в 1945 году в спектакле по Достоевскому «Братья Карамазовы» (театр «Ателье»). В комедии «Ограниченная ответственность» Робера Оссейна Лиля играла в театре «Фонтейн» в 1954 году. В период с 1945 по 1977 год Лиля переиграла всю французскую и зарубежную классику на подмостках небольших парижских театров — «Ателье», «Пош», «Антуана» и других.
Лиля довольно успешно исполняла характерные роли во французских комедиях, а в 1965 году была удостоена премии «Оскар» за лучшую женскую роль второго плана (фильм «Грек Зорба»). После этого снялась ещё в нескольких голливудских фильмах и перебралась в Канаду. В 1984 году ей была присуждена театральная премия «Тони» за сценическую версию «Грека Зорбы». Последний её фильм относится к 1993 году, а последний спектакль — к 1991 году.
Первый муж (с 1948 года) — Пьер Вальд, французский режиссёр. Второй муж (с 1968 года) — Ричард Ховард, канадский оперный режиссёр и импресарио.
Лиля Кедрова, последние годы жизни страдавшая от болезни Альцгеймера, скончалась от пневмонии в своём летнем доме в канадском городе Су-Сент-Мари, провинция Онтарио, 16 февраля 2000 года на 81-м году жизни. Актриса была кремирована, а прах погребён на русском кладбище Парижа.

## Избранная фильмография
В общей сложности фильмография актрисы насчитывает более 60 фильмов.
| Год  |   | Русское название                        | Оригинальное название                        | Роль             |
| ---- | - | --------------------------------------- | -------------------------------------------- | ---------------- |
| 1938 | ф | Ультиматум                              | Ultimatum                                    | Ирина            |
| 1953 | ф | Возврата нет                            | Weg ohne Umkehr                              | Люба             |
| 1954 | ф | Большая игра                            | Le Grand Jeu                                 | Роза             |
| 1955 | ф | Порочные                                | Les Impures                                  | консьержка       |
| 1955 | ф | Облава на торговцев наркотиками         | Razzia sur la chnouf                         | Лия, наркоманка  |
| 1955 | ф | Будущие звезды                          | Futures vedettes                             | Мать Софии       |
| 1957 | ф | До последнего                           | Jusqu'au dernier                             | Марчелла         |
| 1958 | ф | Монпарнас, 19                           | Les Amants de Montparnasse (Montparnasse 19) | Мадам Сборовски  |
| 1959 | ф | Мой приятель цыган                      | Mon pote le gitan                            | цыганка Чита     |
| 1964 | ф | Грек Зорба                              | Zorba The Greek                              | Мадам Гортензия  |
| 1966 | ф | Разорванный занавес                     | Torn Curtain                                 | Графиня Кучинска |
| 1966 | ф | Пенелопа                                | Penelope                                     | Принцесса Садаба |
| 1970 | ф | Письмо из Кремля                        | The Kremlin Letter                           | мадам Софи       |
| 1975 | ф | Отпечатки                               | Le orme                                      | миссис Хайм      |
| 1975 | ф | Гороскоп Элизы                          | Elizas Horoscope                             | Лиля             |
| 1976 | ф | Жилец                                   | Le Locataire                                 | Мадам Гадериан   |
| 1979 | ф | Свет женщины                            | Clair de femme                               | Соня             |
| 1979 | ф | Гуляка                                  | Le Cavaleur                                  | Ольга            |
| 1984 | ф | Легенда о сэре Гавейне и Зелёном рыцаре | Sword Of The Valiant                         | леди Лайонесс    |
| 1988 | ф | Некоторые девчонки                      | Some Girls                                   | бабушка          |
| 1993 | ф | А теперь — огонь                        | La prossima volta il fuoco                   | Мать             |

## Награды
- 1965 — Премия «Оскар» за лучшую женскую роль второго плана («Грек Зорба»)
- 1984 — Премия «Тони» за лучшую женскую роль второго плана в мюзикле («Зорба»)
- 1984 — Премия «Драма Деск» за лучшую женскую роль второго плана в мюзикле («Зорба»)